# SRET
SRET (Satellite des Recherches et d'Etudes Technologiques) oder auch MAS  (Maly Awtomatitscheski Sputnik) war ein französischer Testsatellitentyp.

## Missionen

### SRET 1 (MAS 1)
SRET 1 wurde am 4. April 1972 gemeinsam mit dem Kommunikationssatelliten Molnija-1 20 auf einer Molnija-Trägerrakete vom Kosmodrom Plessezk gestartet. Bei diesem Start handelte es sich um den ersten französischen Satelliten, der mit einer sowjetischen Trägerrakete gestartet wurde.

### SRET 2 (MAS 2)
SRET 2 startete am 5. Juni 1975 gemeinsam mit dem Kommunikationssatelliten Molnija-1 30 ebenfalls mit einer Molnija-Trägerrakete in Plessezk.